# Coppa Mitropa
La Coppa Mitropa (denominazione ufficiale: La Coupe de l'Europe Centrale), conosciuta in Italia dapprima con il nome di Coppa dell'Europa Centrale — o più semplicemente Coppa Europa — e in seguito come Mitropa Cup, per le sue prime 14 edizioni organizzata da ÖFB, ČSFS, FSJ, MLSZ, FIGC, ASF e FRF, è stata la più antica competizione calcistica europea per squadre di club, disputatasi per la prima volta nel 1927 e per l'ultima volta nel 1992.
Il nome deriva dalla contrazione del termine tedesco Mitteleuropa (Europa centrale).
Il trofeo prese ispirazione dalla Challenge-Cup, torneo di calcio tra squadre dell'Impero austro-ungarico, disputato dal 1897 al 1911.

## Storia
La Coppa dell'Europa Centrale fu ideata e inizialmente organizzata dall'austriaco Hugo Meisl, segretario generale della ÖFB, la federcalcio austriaca, il 17 luglio 1927 a Venezia e già nell'agosto successivo il torneo prese il via. Nelle prime due stagioni vi presero parte due club da ciascuno dei seguenti Paesi: Austria, Cecoslovacchia, Jugoslavia, Ungheria; nel 1929 la Jugoslavia fu sostituita dall'Italia. Per alcuni anni si accarezzò il progetto di un vero e proprio campionato europeo giocato dai club più forti da sovrapporre ai campionati nazionali, ma per problemi di date il progetto naufragò.
Nel 1934 le squadre ammesse da ciascuna delle quattro nazioni passarono da due a quattro, mentre dal 1936 furono ammessi anche quattro club della Svizzera. Nel 1937 i club partecipanti per ogni nazione furono ridotti a tre per far spazio a due nuove nazioni: furono infatti ammesse a partecipare anche le squadre della Romania e venne riammessa la Jugoslavia, per un totale di sette federazioni coinvolte nella manifestazione. L'anno successivo i club dell'Austria non presero parte alla coppa in seguito all'annessione dell'Austria da parte della Germania nazista: i tre posti lasciati liberi dagli austriaci furono occupati da un quarto club ciascuno per Cecoslovacchia, Ungheria e Italia. Nel 1939 i club partecipanti furono solo 8 e infine il torneo del 1940, iniziato a conflitto già scoppiato, fu sospeso prima che venisse disputata la finale; a quest'ultimo torneo presero parte solo squadre ungheresi, jugoslave e rumene.
Per tutti gli anni 1930 la Mitropa godette di un prestigio che in seguito venne raggiunto solo dalla Coppa Latina negli anni 1950 e dalla Coppa dei Campioni nei decenni a seguire. La Coppa Mitropa degli anni 1930 e la Coppa Latina degli anni 1950 furono, di fatto, le progenitrici della Coppa dei Campioni. A quell'epoca, infatti, il calcio danubiano era ai vertici europei e quello italiano si era laureato campione del mondo nel 1934 e nel 1938 e campione olimpico nel 1936.
In quegli anni il calcio degli altri Paesi latini, dei Paesi nordici e quello tedesco erano nettamente inferiori. Gli unici esponenti di un calcio superiore rimasti fuori dalla Coppa erano i britannici, che però si ostinavano a non partecipare ad alcuna competizione ufficiale, che riguardasse le nazionali o i club. Il Bologna, che vinse due volte la coppa, assurse a livelli quasi mitologici, e la retorica di quegli anni fece il resto coniando il famoso motto della squadra "che tremare il mondo fa"; in seguito la compagine Italiana fu eguagliata dallo Sparta Praga, dall'Austria Vienna, dal Ferencváros e dall'Újpest.
Dopo la fine della seconda guerra mondiale la manifestazione, definitivamente denominata Coppa Mitropa, fu riesumata a inviti nel 1955. In questo periodo si svolsero anche due edizioni non ufficiali: quella del 1951 chiamata Zentropa Cup, e quella del 1958, che prese il nome di Coppa del Danubio. La coppa era aperta a club di Austria, Cecoslovacchia, Jugoslavia, Ungheria e Italia, mentre all'edizione del 1958 parteciparono anche formazioni provenienti da Romania e Bulgaria. Dal  1966 venne assunto il modello organizzativo delle coppe europee invitando squadre di metà classifica escluse da queste ultime.
Perdendo via via importanza dinanzi alle altre competizioni continentali, dal 1979 la Mitropa venne modificata e trasformata, fino all'ultima edizione del 1992, in una coppa per i club vincitori dei rispettivi campionati di secondo livello: in questa sua ultima versione, si segnalarono le vittorie dei blasonati Milan e Torino. Nel 1989, in via del tutto eccezionale, si organizzò anche la Supercoppa Mitropa, una sfida tra il Pisa (vincitore dell'edizione 1988) e il Baník Ostrava (vincitore dell'edizione 1989).
Il trofeo originale è custodito nella sede dell'ultima squadra vincitrice, il Borac Banja Luka.

## Albo d'oro
- 1927:  Sparta Praga (1)
- 1928:  Ferencváros (1)
- 1929:  Újpest (1)
- 1930:  Rapid Vienna (1)
- 1931:  First Vienna (1)
- 1932:  Bologna (1)
- 1933:  Austria Vienna (1)
- 1934:  Bologna (2)
- 1935:  Sparta Praga (2)
- 1936:  Austria Vienna (2)
- 1937:  Ferencváros (2)
- 1938:  Slavia Praga (1)
- 1939:  Újpest (2)
- 1940: Finale non disputata.
- 1951[9]:  Rapid Vienna (2)
- 1955:  MTK Budapest (1)
- 1956:  Vasas (1)
- 1957:  Vasas (2)
- 1958[10]:  Stella Rossa (1)
- 1959:  Honvéd (1)
- 1960[11]:  Ungheria/MLSZ* (1)[12]
- 1961:  Bologna (3)
- 1962:  Vasas (3)
- 1963:  MTK Budapest (2)
- 1964:  Sparta Praga (3)
- 1965:  Vasas (4)
- 1966:  Fiorentina (1)
- 1966-67:  Spartak Trnava (1)
- 1967-68:  Stella Rossa (2)
- 1968-69:  Inter Bratislava (1)
- 1969-70:  Vasas (5)
- 1970-71:  Čelik Zenica (1)
- 1971-72:  Čelik Zenica (2)
- 1972-73:  Tatabánya (1)
- 1973-74:  Tatabánya (2)
- 1974-75:  Wacker Innsbruck (1)
- 1975-76:  Wacker Innsbruck (2)
- 1976-77:  Vojvodina (1)
- 1977-78:  Partizan (1)
- 1979-80:  Udinese (1)
- 1980-81:  Tatran Prešov (1)
- 1981-82:  Milan (1)
- 1982-83:  Vasas (6)
- 1983-84:  Eisenstadt (1)
- 1984-85:  Iskra Bugojno (1)
- 1985-86:  Pisa (1)
- 1986-87:  Ascoli (1)
- 1987-88:  Pisa (2)
- 1988-89:  Baník Ostrava (1)
- 1990:  Bari (1)
- 1991:  Torino (1)
- 1992:  Borac Banja Luka (1)

## Statistiche

### Periodo 1927-1940: Coppa dell'Europa Centrale

#### Vittorie per Nazione
| Nazione        | Vittorie |
| -------------- | -------- |
| Austria        | 4        |
| Ungheria       | 4        |
| Cecoslovacchia | 3        |
| Italia         | 2        |

Vittorie per Club
| Club           | Vittorie |
| -------------- | -------- |
| Bologna        | 2        |
| Sparta Praga   | 2        |
| Austria Vienna | 2        |
| Ferencváros    | 2        |
| Újpest         | 2        |
| Rapid Vienna   | 1        |
| First Vienna   | 1        |
| Slavia Praga   | 1        |

#### Presenze
| #  | Calciatore         | Squadra                  | Presenze |
| -- | ------------------ | ------------------------ | -------- |
| 1  | Jaroslav Burgr     | Sparta Praga             | 50       |
| 2  | Josef Čtyřoký      | Sparta Praga             | 45       |
| 3  | Josef Košťálek     | Sparta Praga             | 44       |
|    | Gyula Lázár        | Ferencváros Budapest     | 44       |
| 5  | György Sárosi      | Ferencváros Budapest     | 43       |
| 6  | Oldřich Nejedlý    | Sparta Praga             | 42       |
|    | József Háda        | Ferencváros Budapest     | 42       |
|    | Géza Toldi         | Ferencváros Budapest     | 42       |
| 9  | Raymond Braine     | Sparta Praga             | 40       |
|    | Gyula Polgár       | Ferencváros Budapest     | 40       |
| 11 | Lajos Korányi      | Ferencváros Budapest     | 36       |
| 12 | Erich Srbek        | Sparta Praga             | 35       |
|    | Jaroslav Bouček    | Sparta Praga             | 35       |
| 14 | Giovanni Ferrari   | Juventus (24) Inter (10) | 34       |
|    | Mihai Tänzer       | Ferencváros Budapest     | 34       |
| 16 | František Plánička | Slavia Praga             | 33       |
|    | Gyula Kiss         | Ferencváros Budapest     | 33       |
| 18 | Josef Smistik      | Rapid Vienna             | 32       |
|    | Mario Varglien     | Juventus                 | 32       |
| 20 | Matthias Sindelar  | Austria Vienna           | 31       |
| 21 | Leopold Hofmann    | First Vienna FC          | 30       |

| #  | Calciatore        | Squadra                               | Gol |
| -- | ----------------- | ------------------------------------- | --- |
| 1  | György Sárosi     | Ferencváros                           | 50  |
| 2  | Giuseppe Meazza   | Inter                                 | 29  |
|    | Géza Toldi        | Ferencváros                           | 29  |
| 4  | Gyula Zsengellér  | Újpest                                | 24  |
|    | Matthias Sindelar | Austria Vienna                        | 24  |
| 6  | Oldřich Nejedlý   | Sparta Praga                          | 21  |
| 7  | Raymond Braine    | Sparta Praga                          | 19  |
|    | / István Avar     | Újpest Rapid Bucarest                 | 19  |
| 9  | Franz Weselik     | Rapid Vienna                          | 16  |
| 10 | Josef Bican       | Rapid Vienna Admira Wien Slavia Praga | 15  |
|    | Ferdinand Wesely  | Rapid Vienna                          | 15  |

#### Capocannonieri
| Anno | Giocatore         | Club                 | Gol |
| ---- | ----------------- | -------------------- | --- |
| 1927 | Josef Silný       | Sparta Praga         | 5   |
| 1928 | József Takács     | Ferencváros Budapest | 10  |
| 1929 | / István Avar     | Újpest Budapest      | 10  |
| 1930 | Giuseppe Meazza   | Inter                | 7   |
| 1931 | Heinrich Hiltl    | Wiener AC            | 7   |
| 1932 | / Renato Cesarini | Juventus             | 5   |
| 1933 | / Raimundo Orsi   | Juventus             | 5   |
|      | František Kloz    | Sparta Praga         | 5   |
|      | Giuseppe Meazza   | Inter                | 5   |
|      | Matthias Sindelar | FK Austria Wien      | 5   |
| 1934 | Carlo Reguzzoni   | Bologna              | 10  |
| 1935 | György Sárosi     | Ferencváros Budapest | 9   |
| 1936 | Giuseppe Meazza   | Inter                | 10  |
| 1937 | György Sárosi     | Ferencváros Budapest | 12  |
| 1938 | / Josef Bican     | Slavia Praga         | 10  |
| 1939 | Gyula Zsengellér  | Újpest Budapest      | 9   |
| 1940 | György Sárosi     | Ferencváros Budapest | 6   |

#### Record
- L'unico club a partecipare a tutte le prime tredici edizioni completate (1927-1939) della Mitropa fu lo Slavia Praga.
- Per due volte la finale fu disputata tra squadre della stessa città: nel 1931 tra club di Vienna e nel 1939 tra club di Budapest.
- Il First Vienna è l'unico club che ha vinto una Mitropa senza perdere nessuna partita: vinse infatti tutte e sei le partite disputate nell'edizione 1931.
- Tutti i club che hanno disputato almeno una finale di Mitropa negli anni 1920 e 1930 esistono ancora oggi, eccezion fatta per l'Admira Vienna, che dopo diverse vicissitudini e fusioni è stata inglobata dall'Admira/Wacker.
- Il Vasas detiene il record di trionfi nella competizione: conquistò ben sei edizioni della Mitropa (cinque nel periodo della "rinascenza" e una da neopromossa).
- L'edizione del 1932 fu assegnata d'ufficio al Bologna, senza dover disputare la finale, in seguito alla squalifica delle due squadre dell'altra semifinale, Slavia Praga e Juventus, caso unico nella storia della competizione e dell'intero calcio europeo.
- La finale tra Ferencváros e Rapid Bucarest dell'edizione del 1940 non venne disputata per l'acuirsi della seconda guerra mondiale: questa è, pertanto, l'unica edizione della competizione rimasta senza un vincitore.

### Periodo 1951-1992: Coppa Mitropa

#### Vittorie per nazione
| Nazione        | Vittorie |
| -------------- | -------- |
| Ungheria       | 12       |
| Italia         | 9        |
| Jugoslavia     | 6        |
| Cecoslovacchia | 5        |
| Austria        | 4        |

Vittorie per Club
| Club             | Vittorie |
| ---------------- | -------- |
| Vasas            | 6        |
| MTK Budapest     | 2        |
| Stella Rossa     | 2        |
| Čelik Zenica     | 2        |
| Tatabánya        | 2        |
| Wacker Innsbruck | 2        |
| Pisa             | 2        |
| Rapid Vienna     | 1        |
| Honvéd           | 1        |
| Ungheria/MLSZ    | 1        |
| Bologna          | 1        |
| Sparta Praga     | 1        |
| Fiorentina       | 1        |
| Spartak Trnava   | 1        |
| Inter Bratislava | 1        |
| Vojvodina        | 1        |
| Udinese          | 1        |
| Tatran Prešov    | 1        |
| Milan            | 1        |
| Eisenstadt       | 1        |
| Iskra Bugojno    | 1        |
| Ascoli           | 1        |
| Baník Ostrava    | 1        |
| Bari             | 1        |
| Torino           | 1        |
| Borac Banja Luka | 1        |

#### Capocannonieri
| Anno        | Giocatore                  | Club                   | Gol |
| ----------- | -------------------------- | ---------------------- | --- |
| 1951        | Erich Probst               | SK Rapid               | 4   |
| 1955        | János Molnár               | Vörös Lobogó           | 9   |
|             | Nándor Hidegkuti           | Vörös Lobogó           | 9   |
| 1956        | Lajos Csordás              | Vasas                  | 8   |
| 1957        | Johann Riegler             | SK Rapid               | 5   |
|             | Dezső Bundzsák             | Vasas                  | 5   |
| 1958        | Borivoje Kostić            | Stella Rossa           | 9   |
| 1959        | Lajos Tichy                | Honvéd                 | 9   |
| 1960        | Sulejman Rebac             | Velez Mostar           | 4   |
| 1961        | Milan Dolinský             | Ruda Hvezda Bratislava | 7   |
|             | Viliam Hrnčár              | Slovan Nitra           | 7   |
| 1962        | Harald Nielsen             | Bologna                | 11  |
| 1963        | Ferenc Machos              | Vasas                  | 7   |
| 1964        | Václav Mašek               | Spartak Sokolovo Praha | 7   |
| 1965        | Lajos Puskás               | Vasas                  | 3   |
| 1966        | Friedrich Rafreider        | Wiener Sport-Club      | 5   |
| 1966 - 1967 | Antal Dunai                | Újpesti Dózsa          | 9   |
| 1967 - 1968 | Vojin Lazarević            | Crvena Zvezda Beograd  | 5   |
| 1968 - 1969 | Pavel Stratil              | Sklo Union Teplice     | 7   |
| 1969 - 1970 | János Farkas               | Vasas                  | 6   |
| 1970 - 1971 | Aloise Renich              | Celik Zenica           | 5   |
| 1971 -1972  | Luciano Chiarugi           | AC Fiorentina          | 5   |
| 1972 - 1973 | Aloise Renich              | Celik Zenica           | 4   |
| 1973 - 1974 | Mihai Kyomyuves            | Tatabányai Bányász     | 6   |
| 1974 - 1975 | Jaroslav Melichar          | Sklo Union Teplice     | 3   |
| 1975 - 1976 | Kurt Welzl                 | Wacker Innsbruck       | 6   |
| 1976 - 1977 | István Kovác               | Vasas                  | 4   |
| 1977 - 1978 | Momčilo Vukotić            | Partizan               | 3   |
| 1978 - 1979 | Competizione non disputata |                        |     |
| 1979 - 1980 | Nerio Ulivieri             | Udinese                | 4   |

#### Capocannonieri torneo delle neopromosse
| Anno      | Giocatore          | Club               | Gol |
| --------- | ------------------ | ------------------ | --- |
| 1979 - 80 | Nerio Ulivieri     | Udinese            | 4   |
| 1980 - 81 | Lazsányi László    | Csepel SC          | 3   |
| 1981 - 82 | Jiří Klička        | TJ Vítkovice       | 3   |
| 1982 - 83 | Ignác Izsó         | Vasas              | 3   |
|           | László Kiss        | Vasas              | 3   |
|           | Bulatović          | Galenika Zemun     | 3   |
|           | Vladimír Goffa     | ZVL Zilina         | 3   |
| 1983 - 84 | Antonin Rosa       | Sklo Union Teplice | 3   |
|           | Jaroslav Melichar  | Sklo Union Teplice | 3   |
|           | Rifat Mehinović    | Prishtina          | 3   |
| 1984 - 85 | Damir Vrabac       | Iskra Bugojno      | 3   |
| 1985 - 86 | Janko Janković     | NK Rijeka          | 2   |
| 1986 - 87 | Válek Zdeněk       | Bohemians Praha    | 3   |
| 1987 - 88 | Rocco Pagano       | Pescara            | 2   |
|           | János Mózner       | Váci Izzo          | 2   |
|           | Luca Cecconi       | Pisa               | 2   |
|           | Daniele Bernazzani | Pisa               | 2   |
| 1988 - 89 | Lorenzo Marronaro  | Bologna            | 3   |
|           | Fabio Poli         | Bologna            | 2   |
| 1990      | Lorenzo Scarafoni  | Bari               | 2   |
|           | Pavel Kuka         | Slavia Praga       | 2   |
|           | Valeriano Fiorin   | Genoa              | 2   |
| 1991      | Boris Kočí         | Bohemians Praha    | 2   |
|           | David Fiorentini   | Pisa               | 2   |
| 1992      | Francesco Baiano   | Foggia Calcio      | 2   |